# Сражение за лагерь Специальных сил Ашау
Сражение за лагерь спецназа Ашау произошло между 9 и 10 марта 1966 года во время войны во Вьетнаме. В ходе сражения лагерь, удерживавшийся американскими «зелёными беретами» и ополчением местных горных племён, был захвачен северовьетнамской армией. Сражение было стратегической победой для северного Вьетнама, поскольку он смог взять под контроль долину Ашау и использовать её в качестве базы до конца войны.
Долина Ашау находилась на территории Южного Вьетнама возле границы с Лаосом. К 1966 году в долине находились три лагеря американского спецназа, проводившие мониторинг границы для обнаружения северовьетнамских подразделений, проникавших в страну с «тропы Хо Ши Мина».